# Royal Cornwall Museum
A Royal Cornwall Museum Truróban a legrégebbi múzeum Cornwallban, és a korni kultúra vezető bemutatótere. Kiállításain találhatók ásványi anyagok, egy kicsomagolatlan múmia és Cornwall egyedi kultúrájához kapcsolódó más tárgyak. Az 1816-ban alapított Royal Institution of Cornwallhoz tartozik, amit a természeti történelem, a néprajz és a művészetek terén fellelhető Cornwallal kapcsolatos tudás összegyűjtését és elterjesztését tűzte ki maga elé célul. Kiállításai ingyenesen látogathatók.

## Gyűjteményei
A múzeumnak a következő témakörökben vannak kiállításai:
- cornwalli régészet
- Cornwallon kívüli régészet
- alkalmazott és díszítő művészet
- biológia
- numizmatika
- képzőművészet (köztük a Newlyn School festményei és Bryan Pearce hagyatéka)
- földtan aminek része Philip Rashleigh korni ásványokból álló gyűjteménye[1]
- társadalomtörténet
- világkultúra

## A könyvtár
A Courtney Könyvtár és Archívum könyveket, periodikákat, archív iratokat és rövid ideig létező kiadványokat gyűjtenek, melyek Cornwallhoz és Délnyugat-Angliához kapcsolódnak. Ezen felül széles fényképgyűjteményük van, mely a terület történelmét 1845-től dokumentálja.

## Az épületek
A második kategóriába sorolt védendő épületet 1845-ben építették a Truro Saving Bank részére, ami később Henderson Bányaiskolájának adott helyet, majd 1919-től az RC kiállításai vannak az épületben. 1986-87-ben a szervezet elfoglalta a truroi baptistakápolnát is. Ez a két gránitkülsejű épület (amiket 1998 óta egy előcsarnok és egy bolt köt össze) impozánsan néz ki a város történelmi belsejében. Mindkét épületet a helyi tervező, a siket és néma Philip Sambell tervezett.

## Megközelíthetőség
A múzeumba való belépés ingyenes, bár tartanak díjköteles kiállításokat is. A múzeum nagy része és a könyvtár kerekesszékkel is elérhető.Ebben rámpák és liftek segítenek.
Biztonságos parkolásra a közeli Moorfield, Pydar Streeten és az Edward Streeten van lehetőség. Nincsen külön a mozgássérülteknek kijelölt parkolóhely, azonban ha ezt előre bejelentik, a közparkolóban a megadott napon és időben rendelkezésre fog állni a szükséges méretű terület. Általában helyi járattal is meg lehet állni a múzeum előtt.
A múzeum mindkét szintjén van mosdó. Pelenkázó az első, mozgássérültek számára mosdó mind a két szinten elérhető.